# Oleada de tornados de Grand Island
La oleada de tornados de Grand Island, conocida popularmente como la noche de los tornados, fue un suceso meteorológico acaecido entre los días 2 y 3 de junio de 1980 en Grand Island, Nebraska, en el que varios tornados azotaron la localidad y alrededores. En consecuencia del paso de siete tornados, sin embargo, el total de tornados fue de dieciocho y afectó hasta el área oriental de Pensilvania.
A raíz del evento, el novelista Ivy Ruckman escribió una novela una novela de ficción titulada The Night of the Twisters que fue adaptada a un telefilm en 1996.

## Descripción
La ola se originó a partir del 2 de junio en Iowa, Indiana y Ohio. Uno de los tornados afectó al este de Indianápolis. Cerca de Crawfordsville se produjo el primer fallecimiento. Las fuertes rachas de viento continuaron hasta el día siguiente afectando también a los estados de Pensilvania, Maryland, Virginia Occidental y Nebraska. Durante tres horas se concentró una supercélula sobre Grand Island formada por varios tornados. Como resultado, se produjo una de las mayores tormentas jamás vistas entonces en Estados Unidos. La célula se movía a una velocidad de 13 km/h. De los siete tornados, tres fueron anticiclónicos. Sin embargo, no se desplazaban de manera regular, puesto que volvían sobre sus propios pasos.

### Evaluación de daños
En total hubo seis víctimas mortales (una en Indiana y el resto en Nebraska) y cerca de doscientos heridos, y los daños se valoraron en pérdidas de 285 millones de dólares de la época. La alerta antitornados permitió a la población buscar refugio con tiempo, lo cual explica la baja cifra de fallecidos. La zona más afectada fue South Locust St., afectada por un tornado de fuerza 4 (quinto de la noche).
En el presente se encuentra un parque memorial formado con los escombros entre Piper St. con West Old Potash Hwy.

## Cronología
| FU | F0 | F1 | F2 | F3 | F4 | F5 | Total |
| -- | -- | -- | -- | -- | -- | -- | ----- |
| 0  | 0  | 3  | 8  | 4  | 3  | 0  | 18    |

2 de junio

### Indiana
| F  | Localidad                        | Condado    | Hora local | Recorrido | Daños |
| -- | -------------------------------- | ---------- | ---------- | --------- | --- |
| F2 | Covington                        | Fountain   | 13:00      | 8 km      | Tienda de suministros y cuatro hogares |
| F3 | Waynetown Crawfordsville, Sur de | Montgomery | 13:15      | 29 km     | Víctima mortal: una mujer tras ser arrastrada a lo largo de 30 acres cuando iba en su remolque. 16 heridos y daños valorados en 2 millones de dólares. |
| F2 | Indianapolis                     | Marion     | 14:00      | -         | A punto de alcanzar el nivel de F3. Asoló el este de la ciudad destruyendo cuatro hogares y dañando otra docena. Seis heridos en la I-465 a causa de los escombros.                                                                                                |
| F2 | New Palestine                    | Hancock    | 14:05      | -         | A punto de alcanzar el nivel de F3. Varias casas destruidas aparte del tejado de un establecimiento Dos centros escolares (un instituto y un colegio de primaria) seriamente dañados. Cuatro personas heridas, una de ellas una mujer atrapada en su autocaravana. |

### Iowa
| F  | Localidad                               | Condado         | Hora local | Recorrido | Daños |
| -- | --------------------------------------- | --------------- | ---------- | --------- | --- |
| F2 | Allerton, Sur de                        | Wayne           | 06:30      | 8 km      | El tornado arrancó una granja de sus cimientos y destrozó varios edificios. Descarrilamiento de seis vagones de tren       |
| F2 | Cincinnati West Grove                   | Appanoose Davis | 07:05      | 32 km     | Árboles dañados y tres hogares parcialmente dañados aparte de una logia. Tres vehículos de remolque dañados Cinco heridos. |
| F4 | Davis City, Suroeste de Corydon, Sur de | Decatur Wayne   | 15:25      | 51 km     | Casa rural destruida y planta de fertilizantes parcialmente dañada.                                                        |

### Ohio
| F  | Localidad              | Condado | Hora local | Recorrido | Daños                                                        |
| -- | ---------------------- | ------- | ---------- | --------- | ------------------------------------------------------------ |
| F2 | Blackford, Nordeste de | Jackson | 18:30      | 13 km     | Dos hogares parcialmente dañados y varias granjas destruidas |

3 de junio

### Nebraska
| F  | Localidad                 | Condado       | Hora local | Recorrido | Daños |
| -- | ------------------------- | ------------- | ---------- | --------- | --- |
| F3 | Grand Island, Noroeste de | Hall          | 19:45      | 23,3 km   | Primero de los siete tornados que afectó la ciudad durante dos horas. Varias granjas fueron destruidas Una víctima mortal, veinticinco heridos y costes de daños valorados en 2,5 millones de dólares. Aunque el tornado recorrió una línea recta de 11,3 km, el recorrido total fue el doble tras volver sobre sus pasos. |
| F1 | Grand Island, Norte de    | Hall          | -          | 1,3 km    | Pequeño tornado anticiclónico a su paso por el norte del área metropolitana a poca distancia del primero por el este. Cinco heridos y daños estimados en 25 mil dólares. |
| F3 | Grand Island              | Hall          | 20:05      | 5,6 km    | Zona norte y la carretera hacia el aeropuerto afectada a la altura de la US 281 y Webb rd. Cuarenta heridos y daños valorados en 2,5 millones de dólares. Aunque la mayor parte de los destrozos no pasó de la categoría F0, se llegó a alcanzar la categoría de F3 en las proximidades de la casa de veteranos. |
| F1 | Grand Island, Sudeste de  | Hall          | -          | 4 km      | Último tornado anticiclónico Se desplazó desde el sudeste hacia el suroeste, oeste y norte. |
| F4 | Grand Island              | Merrick Hall  | 21:16      | 9,7 km    | Del este se trasladó al oeste, una vez tocó tierra volvió a desplazarse hacia el sur por Locust st. provocando los destrozos más considerables de los siete que asolaron la localidad. Numerosos coches, viviendas y establecimientos quedaron destrozados y árboles y tendidos eléctricos se vinieron abajo. Con cuatro fallecidos y 110 heridos fue el más letal de todos. Ocasionó daños valorados en más de 200 millones de dólares. |
| F2 | Grand Island, Sudeste de  | Hall          | 21:25      | 9,7 km    | Daños estimados en 2,5 millones de dólares Dieciocho heridos |
| F1 | Grand Island, Sudeste de  | Hall Hamilton | -          | 21,6 km   | Daños estimados en 2,5 millones de dólares y dos heridos. La mayor parte afectada fueron zonas rurales. |

### Pensilvania
| F  | Localidad                          | Condado                          | Hora local | Recorrido | Daños |
| -- | ---------------------------------- | -------------------------------- | ---------- | --------- | --- |
| F4 | Natrona Heights Vandergrift Apollo | Allegheny Westmoreland Armstrong | 12:30      | 22,5 km   | (Natrona Heights): Restaurante y dos establecimientos destrozados y doce heridos. (Vandergrift): Siete hogares dañados (Apollo): Un aparcamiento de camionetas y un hogar arrancado de sus cimientos. 140 heridos |
| F2 | Saltsburg, Norte de                | Indiana                          | 13:05      | 9,7 km    | Media docena de hogares seriamente dañados. Tres remolques afectados. Seis heridos. |

### Virginia Occidental
| F  | Localidad              | Condado                 | Hora local | Recorrido | Daños |
| -- | ---------------------- | ----------------------- | ---------- | --------- | --- |
| F3 | Ridgedale Crellin (MD) | Monongalia Garrett (MD) | 14:30      | 45,1 km   | Veintiocho hogares destruidos y otras 102 sufrieron daños Trece edificios, nueve de ellos públicos fueron seriamente dañados Un niño de 2 años de edad fue arrastrado a lo largo de una milla, aunque consiguió sobrevivir. El tornado continuó hasta Maryland, donde dos autocaravanas quedaron destrozadas además de quince hogares y doce granjas La estimación de daños entre los dos estados fue de 7 millones de dólares y diecinueve heridos. |